# 小格利尼克

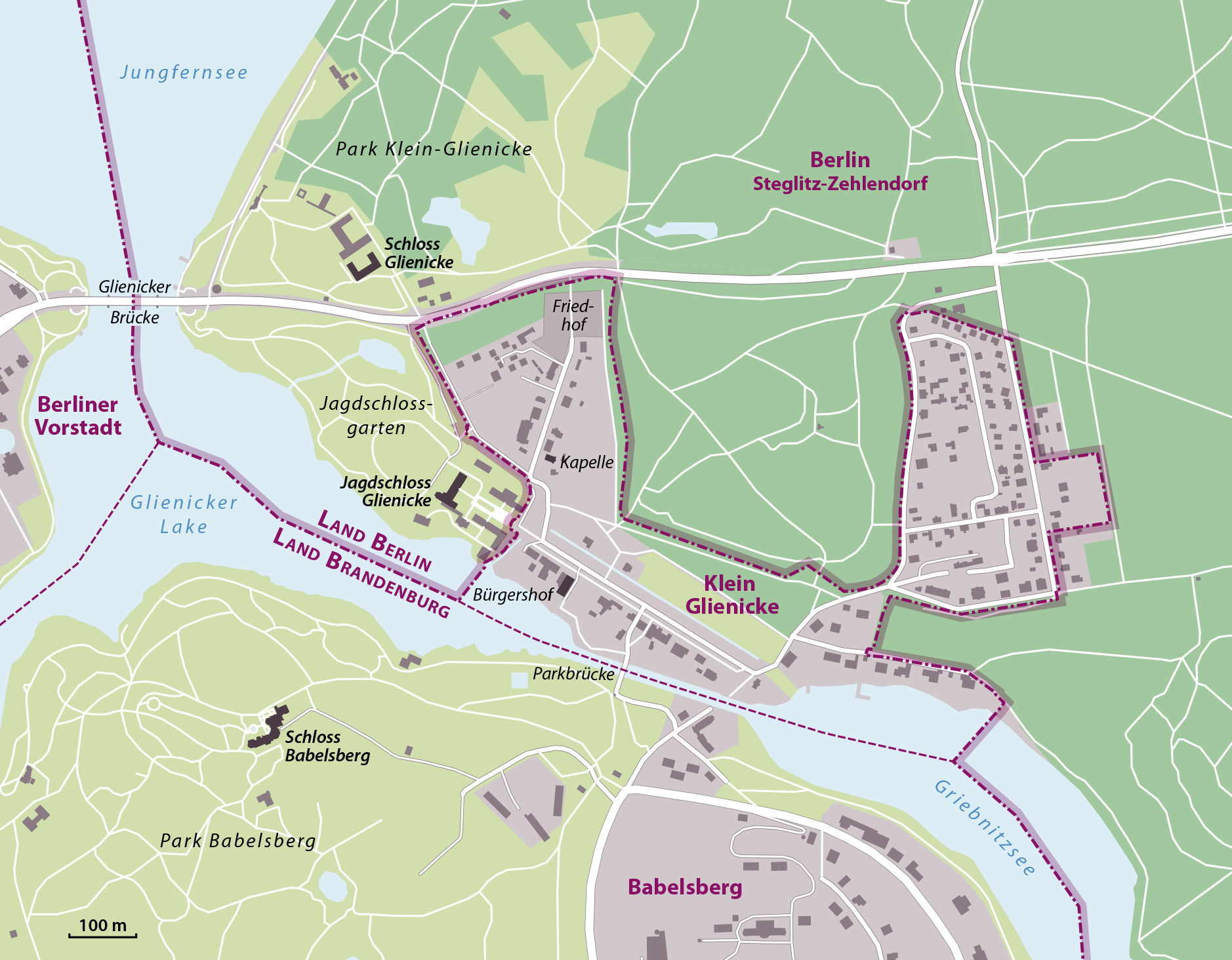
地图中部为小格利尼克，南部为勃兰登堡州波茨坦巴伯尔斯贝格区，北部为柏林州

52°24′36″N 13°06′00″E / 52.41000°N 13.10000°E
小格利尼克（德語：Klein Glienicke，發音：[klaɪn ˈɡliːnɪkə]）是德国勃兰登堡州波茨坦的区。冷战时期，小格利尼克是东德在西柏林的飞地，被称为“东德的盲肠”。

## 位置

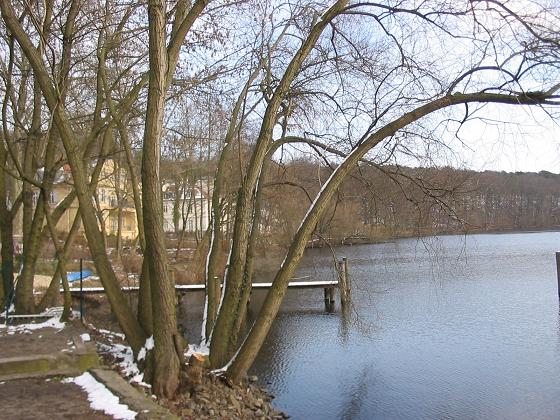
格里布尼茨湖畔的小格利尼克

小格利尼克位于格利尼克桥东南部，格里布尼茨湖和格利尼克湖之间，是波茨坦在泰尔托运河和哈弗尔河东岸的唯一区域。仅供行人和单行车辆通行的公园桥横跨泰尔托运河，是连通小格利尼克和波茨坦的城区巴伯尔斯贝格之间的唯一通道。另一座连通两地，可驾车通行的恩维尔帕夏桥在1945年被毁。
小格利尼克占地面积为28公顷（0.28平方千米），而很多书籍和报道误称其面积仅三公顷。